# Скотт Мак-Каллум
Скотт Мак-Каллум (англ. Scott McCallum; нар. 2 травня 1950, Фон-дю-Лак, Вісконсин) — американський політик-республіканець, губернатор штату Вісконсин з 2001 по 2003.
Мак-Каллум народився старшим із чотирьох дітей у сім'ї. У 1972 закінчив Macalester College у Сент-Полі, де він вивчав економіку і політологію. Він навчався в Університеті Джона Гопкінса у Балтиморі, який закінчив 1974 року зі ступенем магістра у галузі міжнародної економіки. У середині 1970-х він заснував компанію з нерухомості.
Працював помічником конгресмена Вільяма Стайгера. 1976 року Мак-Каллум був обраний до Сенату Вісконсину, де працював до 1986. Був кандидатом Республіканської партії до Сенату США 1982 року, але програв вибори демократу Вільяму Проксмайєру (64 проти 34 відсотків). У 1986 він став заступником губернатора Томмі Томпсона.
Одружений, має трьох дітей.